# 北前船

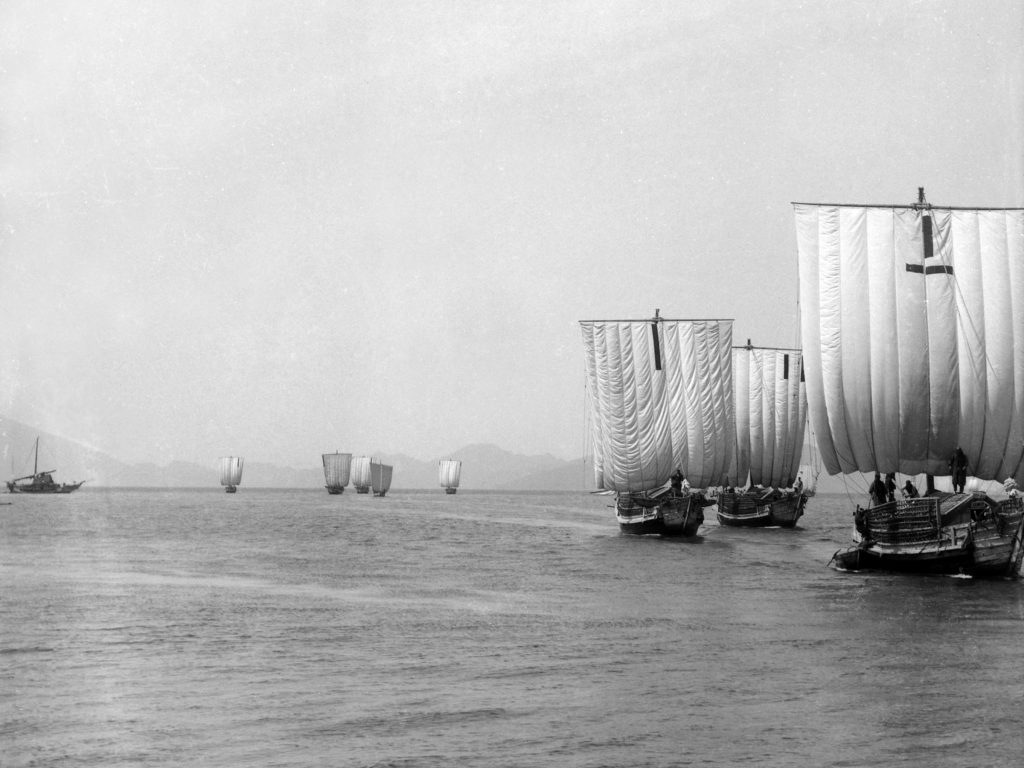
明治末から大正期に撮影した北前船（井田家旧蔵古写真・福井県立若狭歴史博物館蔵）

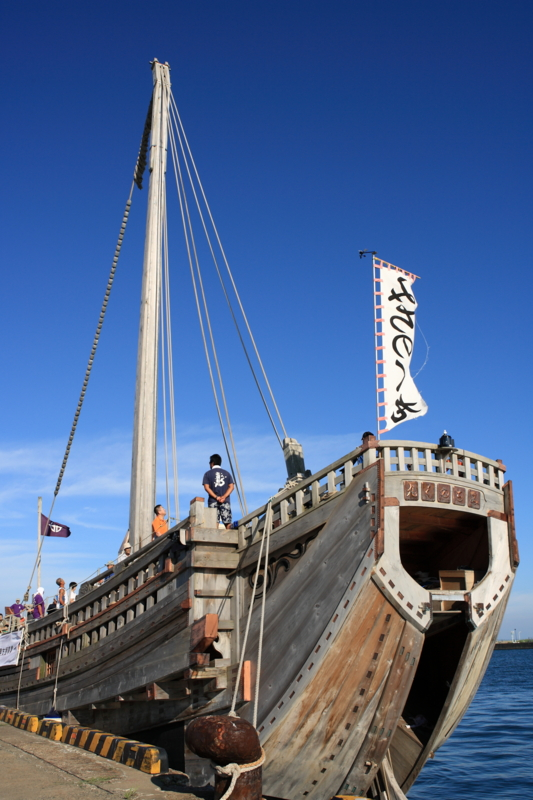
復元北前船 みちのく丸

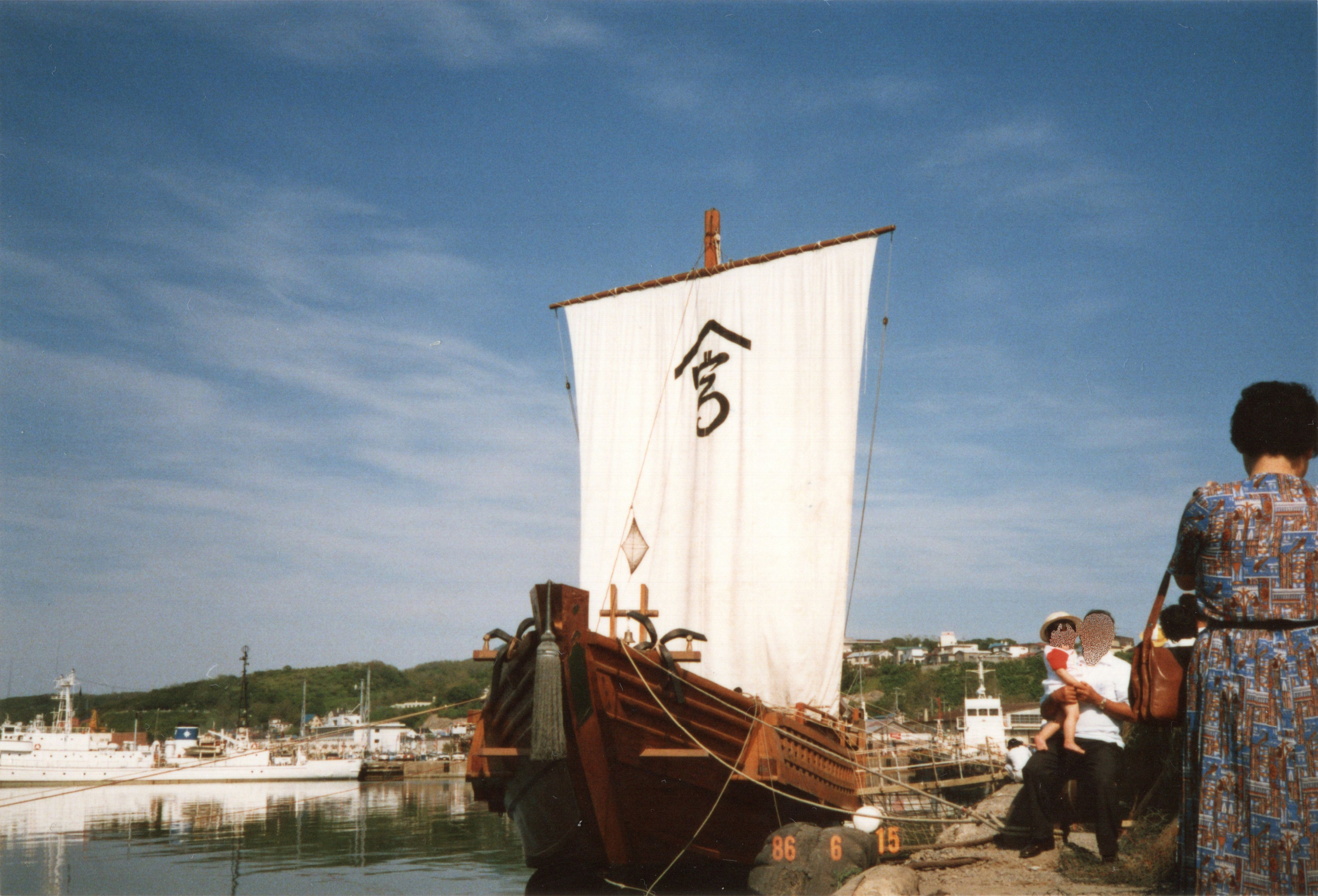
兵庫県の淡路島を出発して瀬戸内海 - 日本海を回航し、北海道の江差港に寄港した 復元北前船 辰悦丸（1986年6月）

北前船（きたまえぶね）とは、江戸時代から明治時代にかけて日本海海運で活躍した、主に買積みの北国廻船（かいせん）の名称。
買積み廻船とは商品を預かって運送をするのではなく、航行する船主自体が商品を買い、それを売買することで利益を上げる廻船のことを指す。

## 概要

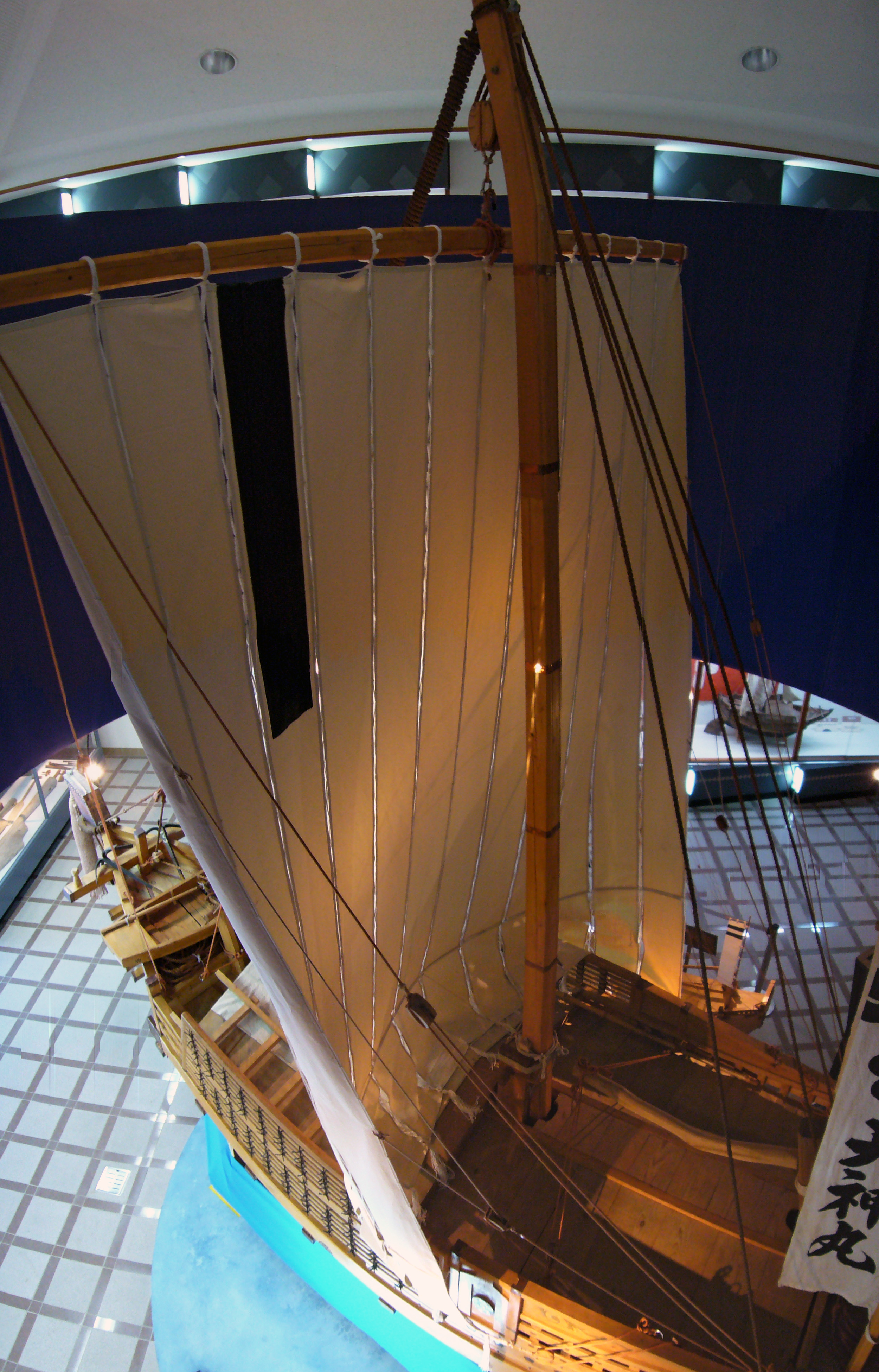
千石船の1/5複製「天神丸」

当初は近江商人が主導権を握っていたが、後に船主が主体となって貿易を行うようになる。上りでは対馬海流に抗して、北陸以北の日本海沿岸諸港から下関を経由して瀬戸内海の大坂に向かう航路（下りはこの逆）及び、この航路を行きかう船のことである。西廻り航路（西廻海運）の通称でも知られ、航路は後に蝦夷地（北海道・樺太）にまで延長された。
畿内に至る水運を利用した物流・人流ルートには、古代から瀬戸内海を経由するものの他に、若狭湾で陸揚げして、琵琶湖を経由して淀川水系で難波津に至る内陸水運ルートも存在していた。この内陸水運ルートには、日本海側の若狭湾以北からの物流の他に、若狭湾以西から対馬海流に乗って来る物流も接続していた。この内陸水運ルート沿いの京都に室町幕府が開かれ、畿内が経済だけでなく政治的にも日本の中心地となった室町時代以降、若狭湾以北からの物流では内陸水運ルートが主流となった。

## 歴史

### 江戸時代

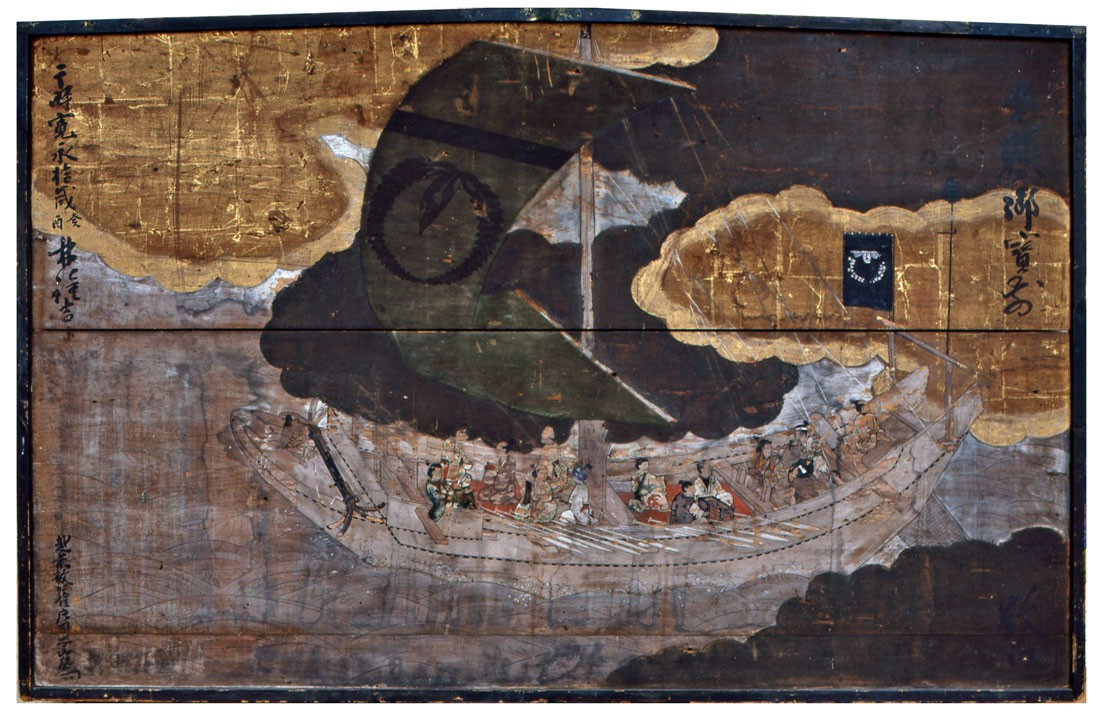
北国船の船絵馬

江戸時代になっても、経済面で上方（京都や大坂）の存在は大きかった。例年70,000石以上の米を大坂で換金していた加賀藩が、寛永16年（1639年）に兵庫の北風家の助けを得て、西廻り航路で100石の米を大坂へ送ることに成功した。これは、在地の流通業者を繋ぐ形の内陸水運ルートでは、大津などでの米差し引き料の関係で割高であったことから、中間マージンを下げるためであるとされる。また、外海での船の海難事故などのリスクを含めたとしても、内陸水運ルートに比べて米の損失が少なかったことにも起因する。さらに、各藩の一円知行によって資本集中が起き、その大資本を背景に大型船を用いた国際貿易を行っていたところに、江戸幕府が鎖国政策を持ち込んだため、大型船を用いた流通ノウハウが国内流通に向かい、太平洋側の流れの厳しい黒潮に比較して航行が容易な対馬海流に抗した航路開拓に至ったと考えられる。
一方、寛文12年（1672年）には、江戸幕府も当時天領であった出羽の米を大坂まで効率良く大量輸送するため、河村瑞賢に命じたこともこの航路の起こりとされる。前年の東廻り航路の開通と合わせて西廻り航路の完成で、大坂市場は「天下の台所」として発展し、北前船の発展にも繋がった。江戸時代に北前船として運用された船は、はじめは北国船と呼ばれる漕走・帆走兼用の和船であった。18世紀中期には帆走専用で経済性の高い和船である弁才船が普及した。北前船用の弁才船は、18世紀中期以降、菱垣廻船などの標準的な弁才船に対し、学術上で日本海系として区別される独自の改良が進んだ。日本海系弁才船の特徴として、船首・船尾のそりが強いこと、根棚（かじき）と呼ばれる舷側最下部の板が航（船底兼竜骨）なみに厚いこと、はり部材のうち中船梁・下船梁が統合されて、航に接した肋骨風の配置になっていることが挙げられる。これらの改良により、構造を簡素化させつつ船体強度は通常の弁才船よりも高かった。
また天明5年（1785年）に工楽松右衛門により、飛躍的に丈夫な帆布の松右衛門帆（織帆）が発明された。従来は薄い綿布を重ね縫いした刺帆を使用していたが寿命が短く、この新帆布の登場により航行の長期化、効率化などが可能になり、類似のものも含め急速に普及していった。
しかし北前船は通常は年に1航海で、2航海できることは稀であった。こうした不便さや海難リスク、航路短縮を狙って、播磨国の市川と但馬国の円山川を通る航路を開拓する計画（柳沢淇園らが推進）や、由良川と保津川を経由する案が出たこともあったが、様々な利害関係が介在する複数の領地を跨る工事の困難さなどから実現はしなかった。

### 明治時代
明治時代に入ると、1隻の船が年に1航海程度しかできなかったのが、年に3航海から4航海ずつできるようになった。その理由は、松前藩の入港制限が撤廃されたことにある。スクーナーなどの西洋式帆船が登場した影響とする見解もあるが、運航されていた船舶の主力は西洋式帆船ではなく、在来型の弁才船か一部を西洋風に改良した合の子船であった。
明治維新以降の封建制の崩壊（廃藩置県）や電信・郵便の登場は、各種商品相場の地域的な価格差を大きく減じさせ、一攫千金的な意味が無くなった。さらに日本全国に鉄道が敷設されることで国内の輸送は鉄道へシフトしていき、江戸期以降続く北前船の形態は消滅していった。
その後も北前船の船主たちは小樽や函館などを主な寄港地として、北海道のニシンを主な積み荷として北陸と北海道を結ぶ、北前船によく似た航海を明治後期頃まで行っていた。日露戦争において、ロシア海軍の水雷艇が北海道沖の日本海を航行中の右近家所有の弁才船「八幡丸」を拿捕・撃沈した記録も残っている。

## 名称
北前とは上方の人間が北陸など日本海沿岸の北国方面を指して言う歴史的地域名称であり、北国の物資を運んでくることから北前船と呼ばれた。北陸では北前船のことを「弁才船」と呼ぶが、これは元々、瀬戸内海で発達した弁才船が北国と上方を瀬戸内海で結んだ西廻り航路の発達によって日本海沿岸にも進出していき全盛期の北前船の主力となったことから。

## 北前船の一年
1年1航海の場合
- 下り（対馬海流に対して順流）
  - 3月下旬頃、大阪を出帆。
  - 4 - 5月、航路上の瀬戸内海・日本海で、途中商売をしながら北上。
  - 5月下旬頃、蝦夷が島（北海道）に到着。
- 上り（対馬海流に対して逆流）
  - 7月下旬頃、蝦夷が島を出帆。
  - 8 - 10月、航路上の寄港地で商売をしながら南下。
  - 11月上旬頃、大阪に到着。

北陸など各地の北前船の船員は、大阪から徒歩で地元に帰って正月を迎え、春先にまた徒歩で大阪に戻ってきた。

## 北前船の荷
下り荷（北国方面）に関しては以下の通りである。
- 蝦夷地の人々への飲食品（米や酒、砂糖）、瀬戸内海各地の塩（漁獲物の塩漬けに不可欠）、日常生活品（衣服や煙草、紙、瀬戸内沿岸産の蝋燭）、藁製品（縄や筵）など。また、近畿圏では木綿（大和絣など）・菜種（菜の花）など高級商品を栽培するために、北風家が介入して葛下郡築山村（当初広大な大谷村の一部）で「ぐろ田」法、「くろ田」法、「上げ田」法、「島畠」法、「島畑」法と言われる水田の土あげをして栽培する方法が開発された。司馬遼太郎の「菜の花の沖」の風景は、築山村近隣である、司馬遼太郎の母方の當麻での幼年時代の記憶がベースになっていると言われている。「ぐろ田」法は大和から河内に当初広まり、やがて畿内一円に広まり、北前船の下り荷の内容を助けることとなった。栽培に上り荷の干鰯や鰊粕（商品作物栽培のための肥料）などが大量消費されたことは言うまでもない。

上り荷（畿内方面）は殆どが海産物で、下り荷ほど種類は多くない。鰊粕（商品作物栽培のための肥料）、数の子、身欠きニシン、干しナマコ、昆布、干鰯などがある。

### 昆布ロード
日本料理・中国医薬で珍重された北海道の昆布は、北前船で直接または大坂から薩摩藩まで達し、さらに琉球王国経由で清にまで当時鎖国政策中に日本から密輸出されており、薩摩藩の大きな収入源となり藩の財政を支えて、武器なども輸入されて、明治維新前の薩摩藩の台頭に大きく貢献した。富山藩には「薩摩組」と呼ばれる担当の部署があり、清からは漢方薬の材料を輸入して、富山の売薬を支えた。北海道、越中国、薩摩国、琉球王国（沖縄）、清までのルートを現代では「昆布ロード」と呼んでいる。

## 北前船の地域への影響
北前船の往来は周辺地域に大きな影響を与えた。1つは周辺農村の生産力の増加である。積荷のなかには冬の間の農閑期を利用した副業（プロト工業化）によるものもある。それらの需要が高まるにつれ、商品が優先的効率的に生産された。もう1つは造船産業の発達という可能性で、寄港地が船修理、船建造の作事を任されていたという。これらのことが周辺地域にも流通面を超えた影響を及ぼしたと思われる。また寄港地周辺では近畿の文化が伝わり、言葉・食文化等に影響がみられる。例えば関西の食文化である茶粥は、北前船の航路である北陸、東北の港町にも広まっている。また、伊勢神宮式年遷宮の御木曳で唄われる木遣唄「松前木遣」は、船乗りの口を通じて瀬戸内海から山陰、北陸、東北から北海道にまで伝播している。北前船は日本海沿岸における文化の伝播役でもあった。

## 北前船の寄港地
最速達では以下の港に寄っていた。各地に見張り役人を置き、途中の要所には毎夜薪を上げて船からの目標とさせた。
- 北海道では箱館、松前、江差、熊石、上ノ国（以上渡島国）、紗那、泊（以上千島国）、網走  (以上北見国)、根室（以上根室国）、厚岸、釧路（以上釧路国）、様似、門別（以上日高国）、苫小牧、室蘭（以上胆振国）、小樽、余市、寿都（以上後志国）、久春古丹（以上樺太）[要出典]
- 奥羽では深浦、十三湊、青森、土崎湊[要出典]
- 西海道では長崎（以上肥前国）、津屋崎（以上筑前国）、田野浦（以上豊前国）[要出典]
- 酒田以南の寄港地は佐渡、能登、但馬、石見、長門、下関、備後、大坂[要出典]
- 大坂以東の寄港地は紀伊、伊勢、駿河、伊豆、江戸[要出典]

ほかに明石、大間、佐井、脇野沢、大畑、川内、田名部、野辺地、蟹田、三厩、鰺ヶ沢（以上陸奥国）、岩船、桃崎浜、新潟、寺泊、出雲崎、柏崎、直江津、能生、糸魚川（以上越後国）、赤泊、大川（以上佐渡国）、水橋、岩瀬、放生津、伏木（以上越中国）、七尾、輪島、黒島、福浦（以上能登国）、橋立、本吉湊（以上加賀国）、三国湊、河野、敦賀（以上越前国）、小浜（以上若狭国）、神崎港（丹後国）、境港（伯耆国）、鞆（備後国）、玉島（備中国）、下津井（備前国）、兵庫津（摂津国）などにも寄っていた。
江戸期の百科に記載された大坂から奥州・田南部間の海路の地名は次のとおり。
大坂、尼崎、西宮、兵庫、須磨、鳥崎、（播州）明石、江崎（えがさき）、高砂、亀島、鞍掛、室津、赤穂御崎（坂越浦）、（備前）大田武（おおたふ）、牛磨津（うしまづ）、寄木崎、犬島、出崎、潮通（しおとおし）、日比、下津井、（備中）水島、（備後）白石、鞆（とも）、穴太（あぶと）、桃島、江崎、海布苅（めかり）、（安芸）野内（のうち）、多田文（ただみ）、高崎、唐船（とうせん）、日門泊（ひもんとまり）、高鳶（たかとび）、蒲刈（がまかり）、
亀首（かめがくび）、加呂宇土、津和野、（周防）由宇、家室（かむろ）、上関（かみのせき）、蔵司（そうし）、室積（むろづみ）、向島、花香（はなか）、岩屋、丸尾、水崎（みさき）、（長門）本山、艫崎（へざき）、下関（しものせき）、稟受（ひんしゅ）、瀬戸崎、萩（はぎ）、須佐、江須、（石見）浜田、護府（ごふ）、猪津（いのづ）、（出雲）瓜生（うりう宇龍？）、可嘉、三保関（みほのせき）、泊（とまり）、（因幡）加留（かる）（但馬）諸寄、芝山、朝日、夕日、泰座（たいざ）、（丹後）経崎、宮津、名料、（若狭）小浜（おばま）、常上（つねかみ）、丹生浦（にううら）、立石、伊呂、（越前）敦賀、河野、米良（めら）、三国、堀切、（加賀）安宅（あたか）、本吉、宮腰、（能登）阿武屋（あぶや）、福浦、伊木須、和島（わじま）、塩津、（越後）今町、柏崎、出雲崎、新潟、瀬波（せなみ）、（出羽）鼠関（ねずのせき）、加茂、酒田、小刀津、本庄（ほんじょう）、湊（みなと）、舟川、栂島（とがしま）、野代（のしろ）、（奥州）津軽・深浦、鯵沢（あじがさわ）、小泊（ことまり）、今別（いまべち）、赤根沢（あかねざわ）、田南部（たなぶ）。
北前船寄港地ガイドに記載された主な北前船寄港地と関連地は次のとおり。
根室、厚岸、釧路、様似、門別、苫小牧（とまこまい）、室蘭、箱館（函館）、松前、江差、熊石、寿都、余市、小樽、納沙布岬、襟裳岬、恵山岬、白神岬、神威岬、大間、大畑、田名部、川内、佐井、野辺地、青森、三厩、龍飛岬、十三湊、鯵ヶ沢、深浦、能代、戸賀、本荘、金浦、飛鳥、酒田、加茂、岩船、荒川、新潟、寺泊、出雲崎、小木、宿根木、柏崎、能生、糸魚川、水橋、東岩瀬、新湊、伏木、小木、禄剛崎、輪島、黒島、福浦、本吉（美川）、橋立、三国、河野、大野、福井、敦賀、近江八幡、小浜、舞鶴、宮津、久美浜、竹野、柴山、香住、浜坂、橋津、赤碕、美保関、境港、宇龍、日御碕、温泉津、浜田、須佐、萩、角島、室津、下関、三田尻、室積、上関、竹原、御手洗、椋浦、尾道、鞆の浦、玉島、下津井、多度津、塩飽本島、日比、牛窓、坂越、室津、都志、塩尾、兵庫（神戸）、大坂（大阪）。
亀首（かめがくび）、加呂宇土、津和野、（周防）由宇、家室（かむろ）、上関（かみのせき）、蔵司（そうし）、室積（むろづみ）、向島、花香（はなか）、岩屋、丸尾、水崎（みさき）、（長門）本山、艫崎（へざき）、下関（しものせき）、稟受（ひんしゅ）、瀬戸崎、萩（はぎ）、須佐、江須、（石見）浜田、護府（ごふ）、猪津（いのづ）、（出雲）瓜生（うりう宇龍？）、可嘉、三保関（みほのせき）、泊（とまり）、（因幡）加留（かる）（但馬）諸寄、芝山、朝日、夕日、泰座（たいざ）、（丹後）経崎、宮津、名料、（若狭）小浜（おばま）、常上（つねかみ）、丹生浦（にううら）、立石、伊呂、（越前）敦賀、河野、米良（めら）、三国、堀切、（加賀）安宅（あたか）、本吉、宮腰、（能登）阿武屋（あぶや）、福浦、伊木須、和島（わじま）、塩津、（越後）今町、柏崎、出雲崎、新潟、瀬波（せなみ）、（出羽）鼠関（ねずのせき）、加茂、酒田、小刀津、本庄（ほんじょう）、湊（みなと）、舟川、栂島（とがしま）、野代（のしろ）、（奥州）津軽・深浦、鯵沢（あじがさわ）、小泊（ことまり）、今別（いまべち）、赤根沢（あかねざわ）、田南部（たなぶ）。
亀首（かめがくび）、加呂宇土、津和野、（周防）由宇、家室（かむろ）、上関（かみのせき）、蔵司（そうし）、室積（むろづみ）、向島、花香（はなか）、岩屋、丸尾、水崎（みさき）、（長門）本山、艫崎（へざき）、下関（しものせき）、稟受（ひんしゅ）、瀬戸崎、萩（はぎ）、須佐、江須、（石見）浜田、護府（ごふ）、猪津（いのづ）、（出雲）瓜生（うりう宇龍？）、可嘉、三保関（みほのせき）、泊（とまり）、（因幡）加留（かる）（但馬）諸寄、芝山、朝日、夕日、泰座（たいざ）、（丹後）経崎、宮津、名料、（若狭）小浜（おばま）、常上（つねかみ）、丹生浦（にううら）、立石、伊呂、（越前）敦賀、河野、米良（めら）、三国、堀切、（加賀）安宅（あたか）、本吉、宮腰、（能登）阿武屋（あぶや）、福浦、伊木須、和島（わじま）、塩津、（越後）今町、柏崎、出雲崎、新潟、瀬波（せなみ）、（出羽）鼠関（ねずのせき）、加茂、酒田、小刀津、本庄（ほんじょう）、湊（みなと）、舟川、栂島（とがしま）、野代（のしろ）、（奥州）津軽・深浦、鯵沢（あじがさわ）、小泊（ことまり）、今別（いまべち）、赤根沢（あかねざわ）、田南部（たなぶ）。

## 北前船で活躍した主な船主

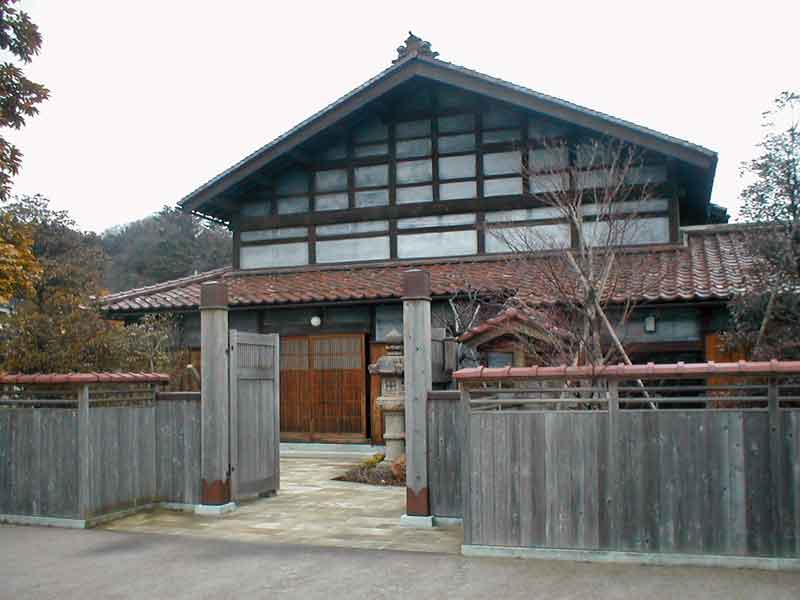
加賀市橋立港の船主久保家邸（移築）

日本海航路で海運を行った船のうち、狭義に「北前船」と呼ばれるのは日本海在地資本によるものに限る見解もある。この見解によれば、高田屋嘉兵衛のような上方資本で日本海航路で廻船を運航した場合は「北回り地船」として区別する。以下では、広義の北前船に関わった船主を挙げる。
- 大和田荘七
- 銭屋五兵衛
- 広海二三郎（廣海家）
- 右近権左衛門（右近家一族） - 明治期に海上保険に進出し成功を収める
- 中村三之丞（中村家住宅 (南越前町)）
- 高田屋嘉兵衛
- 本間光丘（酒田本間氏）
- 北風荘右衛門
- 久保彦兵衛
- 西出孫左衛門
- 西村忠兵衞（西村屋）
- 能登屋三右衛門
- 綿屋彦九郎（宮林）

## 現代における北前船
太平洋戦争後、日本の経済・人口の中心が太平洋ベルトに移ったこともあり、日本海側各地域にとって、北前船はかつての繁栄の象徴として誇りの対象となっており、観光や地域おこしに活用されている。関連する博物館なども多くあるほか（後述）、「辰悦丸」や「みちのく丸」のように航行および帆走可能な形で復元された和船もある。
北前船の繁栄の歴史と象徴を現代に残す各種の試みやイベントも行われている。その中のひとつとして、1985年に当時のおのころ愛ランド公園（現、淡路ワールドパークONOKORO）で行われた「くにうみの祭典」に出展するために、上記の「辰悦丸」が当時の木造船造船技術の粋を集めて復元造船され、その辰悦丸を使った回航が翌年に、兵庫県の淡路島にある当時の津名郡津名町（現、淡路市）・津名港から北海道の檜山郡江差町・江差港と函館市・函館港を経由する航路を取って実施された。
また、2007年以降には石川好や新田嘉一（平田牧場会長）らの呼び掛けで「北前船寄港地フォーラム」が開かれている。2017年には文化庁により、日本遺産の一つとして「荒波を越えた男たちの夢が紡いだ異空間～北前船寄港地・船主集落～」に、北海道から福井県までの7道県11市町が認定された。

### 北前船を主要テーマとする博物館
- 北前館 - 兵庫県豊岡市。
- なにわの海の時空館 - 大阪府大阪市（閉館）。
- 兵庫県立兵庫津ミュージアム
- 高田屋顕彰館・歴史文化資料館 - 兵庫県洲本市。北前船、菱垣廻船、樽廻船、安宅船などの船模型がある。
- 淡路ワールドパークONOKORO - 兵庫県淡路市。1985年にほぼ原寸大で復元造船され、後に日本近海を回航し、バンクーバー国際交通博覧会（EXPO'86）にも出展された「辰悦丸」（上の写真および上記参照）が展示されている。ただし、長期間陸上で展示する事と、完成後に決定した航海を含めた全ての安全性（公的機関許可事情等を含む）も考慮して、木造船として建造した後に鉄板等で補強し、かつ帆柱も短くするなどしたもので、正確な復元船ではないという見解がある[14][11]。

- 佐渡国小木民俗博物館 - 新潟県佐渡市。原寸大で復元された「白山丸」があり、中に入ることもできる。
- 北前船回船問屋森家 - 富山県富山市岩瀬。「旧森家住宅」として国の重要文化財に指定。北前船の回船問屋の様式が残されている[15]。
- 馬場家（旧馬場家住宅） - 富山県富山市岩瀬。岩瀬の5大回船問屋の中で、最大の廻船問屋の店舗兼住宅であり、住宅規模も隣家の森家よりも大きい。国の登録有形文化財に登録されている。
- 高岡市伏木北前船資料館 - 富山県高岡市伏木。
- 石川県銭屋五兵衛記念館 - 石川県金沢市。
- 北前船の里資料館 - 石川県加賀市。
- 輪島市黒島天領北前船資料館 - 石川県輪島市。
- みくに龍翔館 - 福井県坂井市。
- 北前船主の館・右近家 - 福井県南越前町。
- みちのく北方漁船博物館 - 青森県青森市。原寸大で復元され、帆走も可能な「みちのく丸」がある。
- 奥藤酒造郷土館 - 瀬戸内の赤穂塩を積み出していた坂越の豪商「奥藤家」にある酒蔵に開設された、酒造と廻船の博物館。赤穂市立歴史博物館には、当時の塩廻船の復元模型船（縮尺1/3）展示されている。
- むかし下津井回船問屋 - 岡山県倉敷市。当時の回船問屋の1軒を修理・復元した資料館。

## 北前船を題材とする作品
- 堀田善衛『鶴のいた庭』
- 浅見光彦シリーズ『化生の海』
- 西村道男『海商三代ー北前船主西村屋の人びと』（1964年 中公新書）
- 堀田成雄『北前船と西村屋忠兵衞』（1963年 羽咋市郷土研究叢書）
- 赤神諒『北前船用心棒 赤穂ノ湊 犬侍見参』（小学館、2020年3月6日）ISBN 978-4094067491（文庫）
- 司馬遼太郎『菜の花の沖』（1982年 文藝春秋）
- 玉岡かおる『帆神 北前船を馳せた男・工楽松右衛門』（2021年 新潮社）

## 備考
- 新日本海フェリーが舞鶴、敦賀、新潟、秋田、小樽、苫小牧に寄港することから、「現代の北前船」と呼ぶことがある。
- 歌手の鳥羽一郎は新日本海フェリーの小樽 - 新潟航路をテーマにして『昭和北前船』という歌を歌った。
- 1990年代から2000年代半ばにかけて東日本フェリー（九越フェリー）が博多～直江津～室蘭航路、直江津～岩内航路など日本海側の長距離航路を運航していた。これらも「北前船航路」と言われることがある。
- 日本海縦貫線 -北前線に相当する鉄道のルート。

## 関連書

### 書籍
- 牧野隆信『北前船 : 日本海運史の一断面』柏書房、1964年。
  - 牧野隆信『北前船 : 日本海運史の一断面』（三訂版）柏書房〈柏選書〉、1972年。
- 牧野隆信『近世以後の若越の港と加賀の関係 敦賀と北前船を中心に』（福井県立図書館・福井県郷土誌懇談会 編）福井県郷土誌懇談会〈日本海海運史の研究〉、1967年、447 - 468頁。
- 牧野隆信『北前船の研究 : 日本海海運史研究序説 第1』北陸謄写堂、1968年。
- 牧野隆信、刀禰勇太郎、西窪顕山 編『日本の船絵馬 : 北前船』柏書房、1977年。
- 牧野隆信『北前船の時代―近世以後の日本海海運史』教育社〈教育社歴史新書 日本史95〉、1979年。
- 『北前船とそのふる里 : 日本海の商船』北前船の里資料館・加賀市教育委員会、1985年。
- 『日本水上交通史論集 第1巻（日本海水上交通史）』（柚木学 編）文献出版、1986年。
- 『日本水上交通史論集 第3巻（瀬戸内海水上交通史）』（柚木学 編）文献出版、1989年、96、132、184、194、210、211、215、218、221頁。
- 牧野隆信『北前船の研究』法政大学出版局〈叢書・歴史学研究〉、1989年。
- 『歴史探究-加賀・江沼』橋本確文堂企画出版室、1994年。
- 『日本海事史の諸問題. 海運編』（石井謙治 編）文献出版、1995年。
- 『日本水上交通史論集 第6巻（総論水上交通史）』（柚木学 編）文献出版、1996年、61 - 80頁。
- 中西聡『北前船の近代史（増補改訂版）－海の豪商たちが遺したもの』成山堂書店（2017/11/23）

### 論文、雑誌

#### 「海事史研究」誌
- 牧野隆信 (1963.12). “北前船の水主雇用について”. 海事史研究 (日本海事史学会) 1:  52 - 67.
- 牧野隆信 (1964.07). “水主のレジスタンス（北前船の場合）”. 海事史研究 (日本海事史学会) 2:  14 - 20.
- 牧野隆信 (1965.10). “針屋九兵衛と北前船”. 海事史研究 (日本海事史学会) 5:  52 - 55.
- 牧野隆信 (1967.10). “近江商人と北前船 加州橋立浦の場合”. 海事史研究 (日本海事史学会) 9:  59 - 67.
- 牧野隆信 (1970.10). “北前船の遭難 長德丸の場合”. 海事史研究 (日本海事史学会) 15:  44 - 54.
- 牧野隆信 (1973.10). “北前船と山中温泉 綿屋をめぐって”. 海事史研究 (日本海事史学会) 21:  20 - 27.
- 牧野隆信 (1985.10). “北前船主の資産形成”. 海事史研究 (日本海事史学会) 42:  1 - 12.
- 牧野隆信 (1986.06). “北前船主の持船献上をめぐって 加州橋立西出家の場合”. 海事史研究 (日本海事史学会) 43:  66 - 75.
- 牧野隆信 (1992.04). “北前船研究推進の一モデル”. 海事史研究 (日本海事史学会) 49:  46 - 49.
- 牧野隆信 (1997.09). “高瀬 保氏を偲んで”. 海事史研究 (日本海事史学会) 54:  59 - 60.